# Rusovce
Rusovce (in ungherese Oroszvár, in tedesco Karlburg, Rossenburg o Kerchenburg) è un quartiere, con autonomia a livello di comune, della città di Bratislava, capitale della Slovacchia, facente parte del distretto di Bratislava V.

## Storia
Fino al 1947 Rusovce, insieme a Jarovce e Čunovo, faceva parte dell'Ungheria ed in quell'anno passarono alla Cecoslovacchia per favorire la costruzione del Porto di Bratislava. Dal 1947 al 1950 Jarovce è appartenuta amministrativamente a Rusovce, per poi divenire comune autonomo. Dal 1º gennaio 1972 fa parte della città di Bratislava.